# Аксу (посёлок, Павлодарская область)
Аксу́ (каз. Ақсу) — упразднённый посёлок в Павлодарской области Казахстана. Входил в состав городской администрации Аксу. Упразднён в 2019 году. Код КАТО — 551600200.

## История
В начале 1960-х годов в восьми километрах северо-западнее райцентра Ермак началось строительство Ермаковской ГРЭС. При стройке был организован рабочий посёлок, который и стал родоначальником ГРЭСовского посёлка. 
10 октября 1982 года рабочий посёлок при Ермаковской ГРЭС был переименован в посёлок Аксу. 
12 апреля 2013 года посёлок Аксу был передан в прямое административное подчинение города Аксу.

## Население
В 1999 году население посёлка составляло 4499 человек (2148 мужчин и 2351 женщина). По данным переписи 2009 года в посёлке проживало 3533 человека (1645 мужчин и 1888 женщин).
По данным на 1 января 2016 года население посёлка составляло 3350 человек (1589 мужчин и 1761 женщина).